# Heinrich Hubmann
Heinrich Hubmann (* 21. April 1915 in Floß bei Weiden in der Oberpfalz; † 6. September 1989 in Erlangen) war ein deutscher Jurist und Hochschullehrer.

## Leben und Wirken
Hubmann, der Sohn eines Landwirts, studierte nach dem Abitur in Weiden ab 1935 Rechtswissenschaften und Volkswirtschaftslehre in München, wo er in die Stiftung Maximilianeum aufgenommen wurde. Seine Prüfung zum Diplom-Volkswirt erfolgte 1938. Ein Jahr später legte er sein erstes juristisches Staatsexamen ab. Nach der Kriegsteilnahme im Zweiten Weltkrieg absolvierte er sein Rechtsreferendariat, das er 1947 mit dem zweiten Staatsexamen abschloss. 1948 promovierte Hubmann bei dem Zivilrechtler Alfred Hueck über ein aktienrechtliches Thema. 1952 habilitierte er sich bei Hueck mit der Schrift „Das Persönlichkeitsrecht“, die 1953 erstveröffentlicht wurde und 1967 in zweiter Auflage erschien. Hubmann lehrte danach zunächst als Privatdozent in München und Frankfurt a. M., ehe er 1956 einen Ruf auf einen Lehrstuhl für Bürgerliches Recht, Handelsrecht, Internationales Privatrecht, Urheberrecht, gewerblichen Rechtsschutz und Rechtsphilosophie an der Universität Erlangen erhielt. 1983 wurde er emeritiert.
Neben seiner Tätigkeit als Hochschullehrer wirkte Hubmann als Sachverständiger des Hochschulverbandes für Urheber- und Verlagsrecht, als Mitglied der Sachverständigenkommission für Urheberrecht beim Bundesjustizministerium und als Mitglied des Fachausschusses für Urheberrecht der deutschen UNESCO-Kommission. Er war am Entstehen der Verwertungsgesellschaft Wissenschaft und an ihrer Vereinigung mit der Verwertungsgesellschaft Wort beteiligt, in deren Vorstand er ehrenamtliches Mitglied war.
Hubmanns Schriften befassen sich neben Fragen des Bürgerlichen Rechts, Handelsrechts sowie des internationalen Privatrechts insbesondere mit dem Gewerblichen Rechtsschutz und dem Urheberrecht.
In Würdigungen seines wissenschaftlichen Schaffens wird Hubmann als „herausragenden Forscher und Lehrer des Zivilrechts“ charakterisiert. Seine Habilitationsschrift habe „wesentlich dazu beigetragen, dem Persönlichkeitsschutz die Bahn zu brechen“. Hubmann sei „einer der bedeutendsten deutschen Urheberrechtsgelehrten in der zweiten Hälfte des 20. Jahrhunderts“ gewesen.
Zu seinem 70. Geburtstag wurde Hubmann mit einer Festschrift geehrt (Beiträge zum Schutz der Persönlichkeit und ihrer schöpferischen Leistungen, hrsg. von Hans Forkel und Alfred Kraft, Frankfurt a. M. 1985).

## Werke (Auswahl)
- Der Treuegedanke im Aktienrecht, 1948 (Dissertation)
- Das Persönlichkeitsrecht, 1953 (Habilitationsschrift), 2. Aufl. 1967
- Das  Recht des schöpferischen Geistes, 1954
- Urheber- und Verlagsrecht, 1. Aufl. 1959 – 6. Aufl. 1987 (Lehrbuch)
- Gewerblicher Rechtsschutz, 1. Aufl. 1962 - 5. Aufl. 1988 (Lehrbuch)
- Wertung und Abwägung im Recht, 1977
- Die Zulässigkeit der Ausleihe von Videokassetten in öffentlichen Bibliotheken, 1984